# Gara László
Gara László (született Goldmann László, Budapest, 1904. július 18. – Párizs, 1966. május 9.) magyar író, újságíró, műfordító, irodalomtörténész, szerkesztő. Francia nyelvű művein Ladislas Gara, fordítói álneve László Imre.

## Életpályája

### Gyermekkor, tanulmányok, pályakezdés
Jómódú kereskedőcsaládban született. Apja Goldmann Ábrahám Áron virágnagykereskedő, anyja Kohn Cecil Szidónia volt. 1914–1922 között a budapesti Lónyay Utcai Református Gimnáziumban tanult. 1918-tól egy osztállyal járt alatta Cs. Szabó László, akivel együtt vettek részt az Arany János Önképzőkör irodalmi szakosztályának tevékenységében. 1922 júniusában érettségizett. Ekkortájt magyarosította vezetéknevét Garára. Sikeres egyetemi felvételi vizsgát tesz, ám a Numerus clausus miatt nem kezdhette meg tanulmányait.
Ekkortól már különböző művészeti ágakban alkotott: verseket, novellákat írt, valamint érettségi után Bárdos Artúr rendező, dramaturg mellett rendezést tanult a Belvárosi Színházban. Szépirodalmi próbálkozásaiból ízelítőt adtak az 1923-ban három barátjával – Fazekas Anna, Forgács Ödön és Gerő György – közös versantológiában (Tavaszi triumfus) megjelentetett versei, immáron Gara néven.

### Első párizsi periódus (1924–1940)
Idővel érdeklődése az újságírás felé fordult. 1924-ben, húszéves korában egy magyar lap sporttudósítóként Párizsba küldte az olimpiai játékokra, amit a középiskolában szerzett francia nyelvtudása tett lehetővé. Beiratkozott a Sorbonne-ra, és elvégezte a franciatanárokat képző intézet tanfolyamát. Ekkor ismerkedett meg többek között Déry Tiborral és Illyés Gyulával. Tagja lett a magyar diákegyesületnek, ahol több társával – Cserépfalvi Imrével, Morgenstern Ignáccal, Seres Gézával és másokkal – vállalkozott arra, hogy Párizsban dolgozó magyar munkásoknak hetente kétszer nyelvleckéket adjon díjmentesen. Az egyesület ügyvezető titkára lett.
A Sorbonne-on ismerkedett meg a varsói születésű Tauba Nechuma (Nathalie) Rabinowicz-csal (Varsó, 1905 – Párizs, 1984), aki a felesége lett, Nathalie Gara néven. Miután befejezték francia nyelvi és filológiai tanulmányaikat, mindketten újságírással és szépirodalmi művek fordításával foglalkoztak. Az 1920-as évek második felétől Gara Az Est, az Esti Kurir és a Magyarország pesti lapok párizsi tudósítója lett. Emellett kortárs magyar költészetet és prózát fordított franciára. Két antológiát regényfordítások követtek: például Móricz Zsigmond: Az Isten háta mögött, Karinthy Frigyes: Utazás Capilláriába és Márai Sándor: Zendülők.

### A világháború alatt (1940–1945)
1940 májusában Gara feleségével és lányukkal, Claire-rel elhagyta Párizst, s menedéket kerestek az úgynevezett szabad zónában: Provence-ban, majd 1942-től az Ardèche megyében lévő Lamastre településen, Lyon-tól délnyugatra. A világháború alatt Gara a francia ellenállásban (la Résistance) tevékenykedett partizánként (maquis csoportok tagjaként). 1943 februárjától az Ardèche-i ellenállás propagandáját szervezte. Részt vett a Rhone-völgyi hadjáratban, a Saint-Etienne-i, Privas-i és más csatákban, továbbá Lyon felszabadításában, őrmesteri rangban. Ezt követően az Ardèche-i első zászlóaljánál szolgált az alpesi fronton. 1943-tól néhány éven át Párizsban élő baloldali magyar újságírókkal – Gyomai Imre, Bajomi Lázár Endre, Fejtő Ferenc – Magyar Szemle címen hetilapot jelentetett meg (a Magyar Függetlenségi Mozgalom kiadásában).

### A háború után (1945–1952)
Franciaország felszabadítása után a család visszatért Párizsba. Az 1946. július 29-én Párizsban összeült békekonferencia előtt a békekötést szolgáló, francia nyelvű, 60 oldalas tájékoztató kiadványt jelentetett meg La Hongrie nouvelle (Az új Magyarország) címmel. Garát 1947-ben vették fel a párizsi magyar követség mellett működő sajtóirodába. 1948-tól a Magyar Távirati Iroda párizsi tudósítója. Ez idő alatt cikkeket küldött a Szabad Népnek és a Világosságnak.

### Magyarországi közjáték (1952–1955)
1952-ben Párizsból Budapestre hívták. Boldogan jött haza néhány hétre tervezett szabadságra, hogy utána visszatérjen Párizsban maradt családjához. Azonban Magyarországon elvették az útlevelét, és három évig a sajtóügynökségen kellett dolgoznia, a külföldre sugárzott hírek szerkesztőségében. Az volt a feladata, hogy franciára fordítsa a külföldnek szánt tudósításokat, propagandaanyagokat.

### Ismét Párizsban (1955–1966)
1955 tavaszán Gara visszatért az MTI párizsi tudósítói posztjára, 1956-ban pedig végképp kint maradt, emigrált. Munkája mellett elkezdett magyar költők francia műfordításán dolgozni, regényt írt. Az 1957-től Magyarországról Párizsba érkező emigránsok megsegítésén munkálkodott. Aktív tagja lett a PEN Club francia szakosztályának, a londoni központtal működő Magyar Írók Szövetsége Külföldön (The International P.E.N. Club Centre for Writers in Exile) szervezetnek. Központi szerepe volt a Magyarországon bebörtönzött írók, újságírók (Gáli József, Obersovszky Gyula) halálbüntetésének enyhítése, illetve szabadon bocsátása érdekében kifejtett akciókban, és az 1957 őszén megalakult Comité Déryben (Déry Bizottság).

## Halála
Gara évek alatt elmélyült depressziójának több összetevője volt: az emigrációs léthelyzet, magánéleti problémák, a magyarországi irodalomtudomány hivatalos szerveivel, Déry Tiborral, ill. a neki dolgozó francia költőkkel való folyamatos konfliktusai egyaránt közrejátszottak benne. 1966. május 9-én halt meg Párizsban: gyógyszeres öngyilkosságot követett el. Felesége, Nathalie 1984-ben hunyt el.

## Munkássága

### Saint-Boniface és lakói(regény)
A háború után feleségével (Gara Nathalie) közösen "négykezes" regényt írt a háború szörnyűségeiről franciául: Saint-Boniface et ses juifs címmel. (Könyvüket a Franciaországért hősi halált halt Hevesi Andrásnak ajánlották.) A kötet 1946-ban Adorján Andor vezette Édition du Bateau Ivre kiadónál jelent meg, és azonnal nagy sikert aratott mind a kritika, mind a nagyközönség körében. Franciául háromszor is közreadták, 1949-ben dán fordítás (Invasion i landsbyen) látott napvilágot, 2006-ban és 2013-ban pedig két különböző angol fordítása. Gara maga ültette át magyarra regényét, ami azonban csak 2018-ban jelent meg idehaza: Saint-Boniface és lakói.
A regény rövid ismertetése: 1942 májusában a Saint-Boniface nevű kis faluba menekültek tömege érkezik. Azért jönnek, hogy menedéket találjanak a német hadsereg által még nem elfoglalt területen. Két világ találkozik: a helybéliek és a menekült városi lakók, értelmiségiek, művészek. A háború összekeveri a két világot: tragikus jelenetek, komikus kalandok, rosszhiszeműség, hazugságok és fanatizmus jelennek meg. A hősiesség gyávasággal, bátorsággal és aljassággal keveredik. Mindenki harcol: óvatosan, ravaszul, leleményesen és mohón. A regény középpontjában a menekült zsidók, közömbös gazdák, helyi méltóságok konfliktusa áll. A szatirikus és gyakran kegyetlen ábrázolás senkit sem kímél. A regény egyben fontos történelmi és szociológiai dokumentum: egyrészt a magyar falukutató irodalom hatását mutatja (főleg Szabó Zoltánét), másrészt az egyik első munka, ami bemutatja és feldolgozza a második világháború szörnyűségeit.

### Magyar költészeti antológiák franciául
Legnagyobb vállalkozása a magyar költészet 8 évszázados folyamatát bemutató, 500 oldalas, reprezentatív kötet: Anthologie de la poésie hongroise du XIIe siècle à nos jours (1962). A gyűjtemény 132 költő 402 versét közli, bevezető esszéjét Cs. Szabó László jegyezte. 48 francia költő működött közre, akik magyar fordítók által készített szó szerinti nyersfordításai alapján dolgoztak.
Ugyancsak 1962-ben jelent meg Vörösmarty A vén cigány költeményének 15 francia fordítását tartalmazó gyűjteménye Le vieux tzigane. Quinze poétes français címmel.

### Műfordítói módszertana, a „garaizmus”
Második párizsi kintléte során valósította meg ama műfordítási módszert, melynek alaptétele: költeményt csak költő fordíthat, ügyelve a formahűségre (ez az ún. „garaizmus”, a francia fordítói zsargonban: la garaisation). Eme törekvésnek számos gyümölcse született. Gara a magyar irodalom igazi nagykövete lett Franciaországban, valóságos intézménnyé nőtte ki magát az irodalmárok közegében. Folyamatosan kapcsolatot tartott a magyar írók és a francia kiadók, lapok, folyóiratok között.
Több mint ötven antológia és regényfordítás köszönhető neki. Többek között Móricz Zsigmond, József Attila, Ady Endre, Illyés Gyula, Kassák Lajos, Jókai Mór, Karinthy Frigyes, Kosztolányi Dezső, Márai Sándor, Déry Tibor, Fejes Endre, Kuncz Aladár, Molnár Ferenc, Németh László, Ottlik Géza, Sarkadi Imre, Szabó Magda, Tamási Áron és Méray Tibor, ill. mások műveit tolmácsolta a francia közönségnek. Nemcsak nyelvi közvetítő, hanem a legtöbb fordítás kezdeményezője.

## Művei
- Tavaszi triumfus. Antológia Gara László, Fazekas Anna, Gerő György, Forgács Ödön verseiből; bev. Káldor László, ill. Kondor László; Uj Hellas, Bp., 1923 (Garának nyolc verse olvasható az antológiában: Tavasz, Vihar előtt, A villamos, Láz, A szabadulás éje, Együtt, Temetés, Áhitat)
- Anthologie des conteurs hongrois d’aujourd’hui (szerkesztette, fordította M. Largeaud-val, 1927)
- La Hongrie nouvelle (tanulmány, 1946)
- Gara Nathalie et Ladislas: Saint-Boniface et ses juifs, Paris, Édition du Bateau Ivre, 1946; 2. kiadás: Saint-Boniface et ses juifs: un été 42 en Ardèche, Ardéche, La Fontaine de Siloe, 1999; 3. kiadás: Un été 42 en Ardèche, Éditions Dolmazon, La Fontaine de Siloë, 2016. Angol kiadások: St. Boniface and Its Jews, Melrose Books, 2006; Welcome to the Free Zone, Hesperus Press, 2013. Magyar kiadás: Saint-Boniface és lakói, Budapest, MTA BTK ITI, 2018.
- La Gazette Littéraire. Organe des écrivains hongrois. 2. novembre 1956. Trad. complèt. Numéro unique paru pendant l'insurrection hongroise / Irodalmi Újság; utószó Ladislas Gara; Horay, Paris, 1956
- Anthologie de la poésie hongroise du XIIe siècle à nos jours (szerkesztette, 1962)
- Hommage à Gyula Illyés (szerkesztette, 1963; angolul: 1968)
- Hommage à Lajos Kassák (szerkesztette, 1963)
- Une minorité méconnue: les Hongrois de Transylvanie (tanulmány, 1964)
- Az ismeretlen Illyés; Occidental Press, Washington, 1965
- Gyula Illyés. Choix de textes, bibliography, portraits, documents; előszó André Frenaud; Seghers, Paris, 1966 (Poètes d'aujourd'hui)
- "Hadúr megfizet érte, reméljük!". Illyés Gyula és Gara László levelezése, 1939–1966; sajtó alá rend. Kulin Borbála, szerk. Józan Ildikó; Balassi, Bp., 2007 (Pont fordítva)
- Saint-Boniface és lakói; sajtó alá rend., utószó Tüskés Anna; MTA BTK ITI, Bp., 2018

## Szakirodalom
- Lajos NYÉKI: Lettre de Sándor Márai adressée à László Gara; in: Cahiers d’Etudes Hongroises, 1993, 5. sz., 295–297.
- PILINSZKY János: Ismeretlen írások és kiadatlan levelek; in: Vigilia, 2001, 11. sz., 832–843.
- NYÉKI Lajos: Gara László párizsi levelesládájából; in: ItK, 104(2000), 1–2. sz., 232–239.
- NYÉKI Lajos: Az író és fordítója; in: Kortárs, 2002, 6. sz., 101–105.
- OTTLIK Géza levele Gara Lászlónak, in: Vigilia, 2002, 2. sz., 117–119.
- Magyarországra kerül a Gara-hagyaték, in: Népszabadság, 2005. július 6. 17.
- KULIN Borbála: Illyés Gyula-levelek Gara László párizsi levelesládájából, 1964-ből, in: Hitel, 19(2006), 4. sz., 70–79.
- KULIN Borbála: Gara László, a Kikerülhetetlen, in: Új Forrás, 39(2007), 10. sz., 70–79.
- KULIN Borbála: Gara László és a nyugatosok; in: „Nyugat csapatjának keleti zászlója”. Tanulmányok a Nyugat kelet-magyarországi kötődéseiről, szerk. MERCS István, Nyíregyháza, Móricz Zsigmond Kulturális Egyesület, 2010, 117–123.
- JOZAN Ildikó: Gara László, az „igen jóravaló kisfiú”. A magyar irodalom fogadtatása a két világháború között; in: „Visszhangot ver az időben” – Hetven írás Szegedy-Maszák Mihály születésnapjára, szerk. BENGI László, HOVANYI Márton, JOZAN Ildikó, Pozsony, Kalligram, 2013, 409–417.
- SZAVAI János: A közvetítő szenvedélye. Gara László a magyar és a francia irodalom között, in: Magyar Szemle, 22(2013), 5–6. sz., 100–113.
- JOZAN Ildikó: A közvetítés kulisszái. Megjegyzések fordításról és kultúrpolitikáról, in: Partitúra, 2013, 1. sz., 93–101.
- MADÁCSY Piroska: Gara László (1904–1966), a „lángeszű tolakodó” ; in: Magyar szellem európai vonzáskörben, Szeged, Madách Irodalmi Társaság, 2014, 80–96.
- Christophe DAUPHIN–Anna TÜSKES: Les Orphées du Danube. Jean Rousselot, Gyula Illyés et Ladislas Gara. Suivi de Lettres à Gyula Illyés, par Jean Rousselot, Rafael de Surtis/Editinter, 2015, 414–423.
- SZÁVAI Dorottya: Gara László költészeti kánonja. Az Antologie de la Poésie hongroise-ról, in: Kalligram, 25(2016), 2. sz., 63–68.